# 4443-as mellékút (Magyarország)
A 4443-as számú mellékút egy bő 16 kilométer hosszú, négy számjegyű országos közút Békés vármegyében; Mezőkovácsháza és Battonya városok összekapcsolását szolgálja.

## Nyomvonala
Mezőkovácsháza központjának nyugati szélén ágazik ki a 4434-es útból, annak a 41,400-as kilométerszelvényénél lévő körforgalmú csomópontból, délkeleti irányba; ugyanebben a körforgalomban ér véget, északról belecsatlakozva, 23 kilométer teljesítése után az Orosháza felől idáig húzódó 4428-as út. Kezdeti, belterületi szakasza a Battonyai út nevet viseli, de alig 700 méter után ki is lép a város házai közül. Majdnem pontosan a hetedik kilométeréig húzódik mezőkovácsházi területen, majd átlépi Battonya határát. A folytatásban kicsit délebbi irányt vesz, így éri el, bő 15,3 kilométer után a település belterületének északi szélét. Ott egy darabig az Eper utca, majd a Hunyadi János utca nevet viseli, így ér véget, belecsatlakozva a 4444-es útba, annak 50,600-as kilométerszelvényénél, néhány sarokra északra a történelmi településközponttól.
Teljes hossza, az országos közutak térképes nyilvántartását szolgáló kira.gov.hu adatbázisa szerint 16,354 kilométer.

## Települések az út mentén
- Mezőkovácsháza
- Battonya